# Thomas de Slaviër
Thomas de Slaviër (Gaziura, ca. 760 - Arcadiopolis, 823) was een Byzantijnse generaal van Slavische afkomst. Na de dood van keizer Leo V van Byzantium was hij voor enige tijd een usurpator.

## Biografie
Thomas was afkomstig uit een Slavische familie die nabij de plaats Gaziura in Pontus woonde. Er bestaan twee verschillende verhalen over de militaire achtergrond van Thomas de Slaviër. Zo duikt hij voor het eerst  op aan de zijde van generaal Bardanes Tourkos in 803 bij diens opstand. Een andere kroniekschrijver heeft het er over dat Thomas een plaats aan het keizerlijk hof had, maar dat hij naar enige tijd moest vluchten. De historicus J.B. Bury heeft proberen vast te stellen dat Thomas rond 788 naar het Kalifaat van de Abbasiden vluchtte en in 803 in Byzantijnse dienst terugkeerde.
Toen Leo V van Byzantium in 813 keizer werd benoemde hij Thomas de Slaviër tot tourmarches van zijn troepen in Anatolië. Zeven jaar later werd Leo vermoord door de getrouwen van Michael de Amoriër. Er is onduidelijkheid over de precieze tijd waarop Thomas in opstand kwam tegen de keizer. Over het algemeen wordt er aangenomen dat Thomas al in opstand kwam tijdens de regering van Leo. Al snel groeide de rebellie uit tot een successieoorlog tussen twee gelijkwaardige tegenstanders. Thomas had zijn machtsbasis in Amorium vanwaar hij zijn strijd leidde.
Door de burgeroorlog in het rijk waren de Abbasiden begonnen met invallen in het rijk en Thomas was genoodzaakt om te reageren. In 821 viel hij Armenië en Syrië binnen. Kort daarop wist hij vrede te sluiten met kalief Al Ma'mun en een bondgenootschap met hem te sluiten. Met de steun van de Arabieren marcheerde hij in de zomer van dat jaar richting Constantinopel voor een grootschalig beleg. Michael had zich echter verzekerd van de steun van de Bulgaarse khan Omoertag. Met diens hulp wist Michael na een jaar het beleg te beëindigen in een nederlaag voor Thomas de Slaviër.

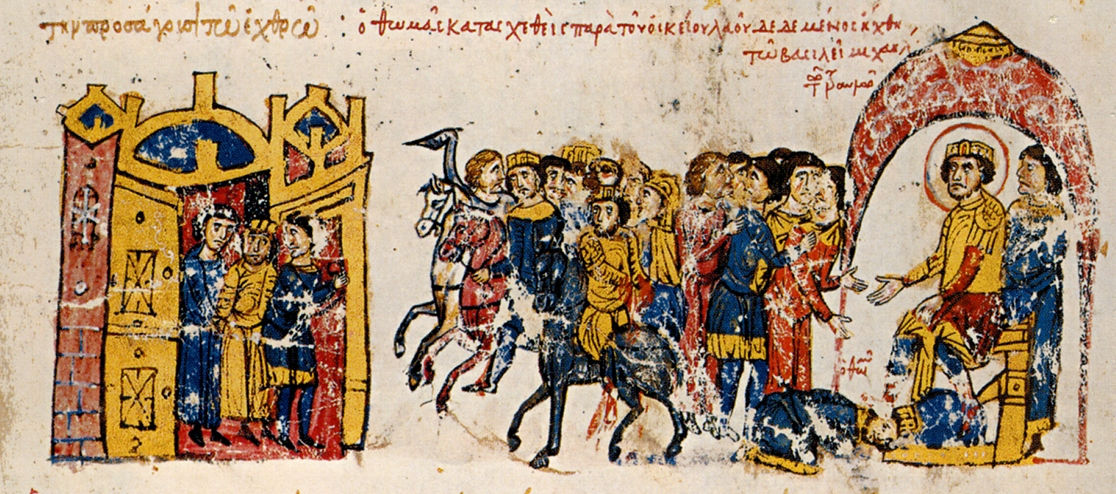
De overgave en de vernedering van Thomas de Slaviër

Na het beleg zocht Thomas zijn heenkomen met zijn soldaten in Arcadiopolis. De troepen van Michael II wisten de sympathisanten van Thomas in hun steden in te sluiten, maar gingen verder niet over tot de aanval. Door de uithongering van Arcadiopolis leverden de troepen van Thomas hun leider aan de keizer uit in de hoop op een keizerlijk pardon. Hij werd vastgebonden op een ezel naar de keizer geleid. Hij werd gedwongen om voor de keizer te knielen en Thomas probeerde nog zijn leven te redden, maar hij werd op bevel van de keizer gespietst wat een einde maakte aan zijn opstand.